# Redeye River
Der Redeye River ist ein 117 Kilometer langer Nebenfluss des Leaf Rivers in der Mitte von Minnesota in den Vereinigten Staaten. Über den Leaf River und Crow Wing River ist er Teil des Einzugsgebietes des Mississippi Rivers und entwässert ein Gebiet von 575 Quadratkilometern in einer ländlichen Region.

## Geographie
Der Redeye River hat seinen Ursprung in einer durch Moränen geprägten Region im Wolf Lake in der Toad Lake Township im Südosten des Becker Countys und fließt generell südostwärts durch den Nordosten des Otter Tail Countys und die Mitte des Wadena Countys. Er fließt durch die Stadt Sebeka und mündet in der Bullard Township im Südosten des Wadena Countys in den Leaf River, 13 Kilometer oberhalb der Mündung dieses Flusses in den Crow Wing River. Der Lauf des Flusses liegt innerhalb der Ökoregion North Central Hardwood Forest, die durch gemischte Wälder mit Hartholzgewächsen wie Ahorn und Linden sowie Nadelholzgewächsen auf Sanderflächen und den moränigen Grund eines versiegten glazialen Sees gekennzeichnet ist.